# Nyabuyumpu (vattendrag i Ruyigi)
Nyabuyumpu är ett vattendrag i Burundi.   Det ligger i provinsen Ruyigi, i den centrala delen av landet, 90 km öster om huvudstaden Bujumbura.
I omgivningarna runt Nyabuyumpu växer huvudsakligen savannskog. Runt Nyabuyumpu är det ganska tätbefolkat, med 207 invånare per kvadratkilometer.